# آکیرا یامائوکا
آکیرا یامائوکا (山岡 晃 Yamaoka Akira, زادهٔ ۶ فوریه ۱۹۶۸) یک آهنگساز بازی‌های ویدئویی، طراح صدا، کارگردان صدا و تهیه‌کننده موسیقی ژاپنی است که از سال ۱۹۹۳ تا سال ۲۰۰۹ که استعفای خودش را اعلام کرد برای شرکت کونامی خدمت کرده است. او به دلیل آهنگسازی و نقش‌هایی مانند تهیه‌کننده، کارگردان صداگذاری در مجموعه بازی‌های سایلنت هیل معروف است.

## زندگی‌نامه

### اوایل زندگی
آکیرا در دانشکدهٔ هنر توکیو ابتدا شروع به مطالعهٔ طراحی داخلی و طراحی محصول کرد.

### دوران شغلی
در ۲ دسامبر سال ۲۰۰۹ اعلام شد که یامائوکا شرکت کونامی را ترک کرده است. در ۳ فوریه سال ۲۰۱۰ اعلام شد که یامائوکا به شرکت بازی‌سازی گرس‌هاپر منیوفکچر ملحق شده و با گوئیچی سودا و شینجی میکامی بر روی بازی سبک هیجانی پرحادثه-روانی خود با نام سایه‌های جهنمی با همکاری شرک الکترونیک آرتس کار می‌کنند.

### دوران حرفه‌ای
یامائوکا قبل از اینکه به عنوان یک آهنگساز شروع به کار کند، او به دنبال شغلی مانند طراحی بود اما بعد از آنکه در دانشکدهٔ هنر توکیو به مطالعهٔ طراحی محصول پرداخت به یک آهنگساز تبدیل شد.
در سال ۱۹۹۳ او به کونامی پیوست و برای بازی Sparkster: Rocket Knight Adventures 2 و بعد از ان دو نسخه از بازی اسنچر (Snatcher) آهنگ‌سازی کرد. هنگامی که کونامی برای آهنگ‌سازی بازی سایلنت هیل به دنبال یک موسیقیدان بود یامائوکا داوطلب این کار شد زیرا فکر کرد که او تنها کسی است که می‌تواند برای این بازی آهنگسازی کند.
یامائوکا در سال ۲۰۰۹ طی یک مصاحبه اعلام کرد که بازی ساز مورد علاقه‌اش گوئیچی سودا (سودا۵۱) و همچنین بازی مورد علاقه‌اش «دیگه قهرمان لازم نیست» No More Heroes است.

## سبک موسیقی و تاثیرپذیری
هنگامی از او پرسیده شد که از چه موسیقیدان‌هایی تأثیر گرفته است، یامائوکا اشاره کرد که «مهمترین تاثیرش را از ترنت رزنر چه از سبک و چه از اجراهایش گرفته است.» در میان دیگر تاثیرپذیری‌هایش به آنجلو بادالامنتی (که به علت تولید موسیقی فیلم‌های دیوید لینچ معروف است)، متالیکا و دپش مد اشاره کرد.

## نقش‌ها در سایلنت هیل
آکیرا در مدتی که در شرکت کونامی بود توانست هفت نسخه از عنوان سایلنت هیل را آهنگسازی کند و از جمله موسیقی‌های معروف او در این سری بازی می‌توان به «سایلنت هیل» (Silent Hill)، «اشک های» (Tears of)، زمان قتل (Killing Time) از سایلنت هیل و «تم لورا» (Theme of Laura)، «عهد» (Promise)، «حقیقت» (True) از سایلنت هیل ۲ و «اتاق فرشته» (Room of Angel) از سایلنت هیل ۴ اشاره کرد.
او آهنگ «تم لورا» را تنها در سه روز آهنگسازی و نوشته است.
| بازی رایانه‌ای                | تاریخ عرضه | نقش                              |
| ---------------------------- | ---------- | -------------------------------- |
| سایلنت هیل                   | ۱۹۹۹       | آهنگساز، کارگردان صدا            |
| سایلنت هیل ۲                 | ۲۰۰۱       | آهنگساز، کارگردان صدا            |
| سایلنت هیل ۳                 | ۲۰۰۳       | آهنگساز، کارگردان صدا، تهیه‌کننده |
| سایلنت هیل ۴: اتاق           | ۲۰۰۴       | آهنگساز، کارگردان صدا، تهیه‌کننده |
| سایلنت هیل (فیلم)            | ۲۰۰۶       | آهنگساز، تهیه‌کننده               |
| سایلنت هیل: ریشه‌ها           | ۲۰۰۷       | آهنگساز                          |
| سایلنت هیل: بازگشت به خانه   | ۲۰۰۸       | آهنگساز                          |
| سایلنت هیل: یادگارهای خردشده | ۲۰۰۹       | آهنگساز                          |
| سایلنت هیل: مکاشفات (فیلم)   | ۲۰۱۲       | آهنگساز                          |
| سایلنت هیل: کتاب خاطرات      | ۲۰۱۲       | گیتاریست                         |
| سایلنت هیل: پیام کوتاه       | ۲۰۲۴       | آهنگساز                          |
| سایلنت هیل ۲                 | ۲۰۲۴       | آهنگساز نسخهٔ بازسازی             |

### انیمه/تلویزیون
| سال  | عنوان               | یادداشت‌ها                                      |
| ---- | ------------------- | ---------------------------------------------- |
| ۲۰۲۲ | سایبرپانک: اج رانرز | انیمه‌ای برگرفته از بازی ویدئویی سایبرپانک ۲۰۷۷ |